# Segona divisió B espanyola de futbol 2011-2012
La temporada 2011/12 és la 35a edició de la Segona Divisió B. Començà el 22 d'agost de 2011 (una setmana abans que les temporades precedents) i finalitzà el 13 de maig de 2012. En aquesta temporada hi hagué una jornada intersetmanal, que es disputà el dimecres 21 de març de 2012. Els diumenges 25 de desembre de 2011 i 1 de gener de 2012 no es disputà la competició amb motiu de les vacances de Nadal.
Aquest torneig està organitzat per la Reial Federació Espanyola de Futbol (RFEF). La disputen un total de 80 equips, dividits en 4 grups de 20 equips cadascun, distribuïts segons proximitat geogràfica. Els equips dels territoris de parla catalana estan enquadrats al grup 3.

## Grup 3

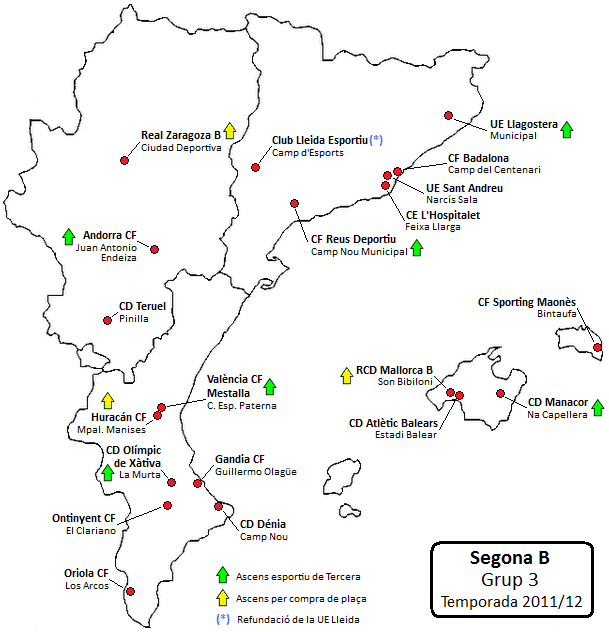
Distribució geogràfica dels equips del grup 3 de Segona B 2011/2012

### Equips per Comunitat Autònoma
| Comunitat     | Nombre | Equips                                                                     |
| ------------- | ------ | -------------------------------------------------------------------------- |
| País Valencià | 7      | Dénia Gandia Huracà València Olímpic Ontinyent Oriola CF València Mestalla |
| Catalunya     | 6      | Badalona L'Hospitalet Llagostera Lleida Esp. Reus Deportiu Sant Andreu     |
| Illes Balears | 4      | Atl. Balears Mallorca B Manacor Sp. Maonès                                 |
| Aragó         | 3      | Andorra Teruel Reial Saragossa B                                           |

### Dades dels equips
| Equip                | Ciutat                                   | Estadi               | Capacitat | Temporada 10/11                                            |
| -------------------- | ---------------------------------------- | -------------------- | --------- | ---------------------------------------------------------- |
| CF Badalona          | Badalona, el Barcelonès                  | Camp del Centenari   | 5.000     | 2n Segona B (grup 3)                                       |
| Oriola CF            | Oriola, el Baix Segura                   | Los Arcos            | 5.000     | 4t Segona B (grup 3)                                       |
| CE L'Hospitalet      | L'Hospitalet de Llobregat, el Barcelonès | Feixa Llarga         | 6.740     | 5è Segona B (grup 3)                                       |
| UE Sant Andreu       | Barcelona, el Barcelonès                 | Narcís Sala          | 6.557     | 7è Segona B (grup 3)                                       |
| CD Dénia             | Dénia, la Marina Alta                    | Camp Nou de Dénia    | 3.000     | 8è Segona B (grup 3)                                       |
| Ontinyent CF         | Ontinyent, la Vall d'Albaida             | El Clariano          | 5.000     | 11è Segona B (grup 3)                                      |
| CD Teruel            | Terol                                    | Pinilla              | 5.000     | 12è Segona B (grup 3)                                      |
| CD Atlètic Balears   | Palma, Mallorca                          | Estadi Balear        | 18.000    | 13è Segona B (grup 3)                                      |
| CF Gandia            | Gandia, la Safor                         | Guillermo Olagüe     | 6.000     | 14è Segona B (grup 3)                                      |
| CF Sporting Maonès   | Maó, Menorca                             | Bintaufa             | 3.000     | 15è Segona B (grup 3)                                      |
| RCD Mallorca B       | Palma, Mallorca                          | Son Bibiloni         | 1.500     | 19è Segona B (grup 3) (Compra de plaça)                    |
| UE Llagostera        | Llagostera, el Gironès                   | Municipal            | 1.000     | 1r Tercera (grup 5)                                        |
| València CF Mestalla | Paterna, l'Horta Oest                    | C. Esp. Paterna      | 4.000     | 1r Tercera (grup 6)                                        |
| CE Manacor           | Manacor, Mallorca                        | Na Capellera         | 3.000     | 1r Tercera (grup 11)                                       |
| Andorra CF           | Andorra, Terol                           | Juan Antonio Endeiza | 3.000     | 1r Tercera (grup 17)                                       |
| CD Olímpic           | Xàtiva, la Costera                       | La Murta             | 9.000     | 2n Tercera (grup 6)                                        |
| Real Zaragoza B      | Saragossa                                | C. Dep. R. Zaragoza  | 2.500     | 2n Tercera (grup 17) (Compra de plaça)                     |
| CF Reus Deportiu     | Reus, el Baix Camp                       | Camp Nou Municipal   | 4.500     | 4t Tercera (grup 5)                                        |
| Huracà València CF   | Manises, l'Horta Oest                    | Municipal            | 1.000     | Compra de plaça i trasllat de l'antic Torrellano Illice CF |
| Club Lleida Esportiu | Lleida, el Segrià                        | Camp d'Esports       | 13.500    | Refundació de l'antiga UE Lleida, 6è Segona B (grup 3)     |

### Entrenadors
| Club              | Entrenador                                       | Al càrrec des de                          |
| ----------------- | ------------------------------------------------ | ----------------------------------------- |
| Andorra           | Pascual Sanz (destituït jda. 18) Gori Silva      | 5 de juny de 2009 28 de desembre de 2011  |
| Atl. Balears      | Gustavo Siviero                                  | 3 d'octubre de 2010                       |
| Badalona          | Manolo Márquez                                   | 5 de juny de 2010                         |
| Dénia             | Nino Lema                                        | 17 de maig de 2009                        |
| Gandia            | Vicent Medina (destituït jda. 9) Óscar Fernández | 5 d'agost de 2010 21 d'octubre de 2011    |
| Huracà València   | Nicolás Estévez                                  | 22 de juliol de 2011                      |
| L'Hospitalet      | Jordi Vinyals                                    | 9 de juny de 2011                         |
| Llagostera        | Oriol Alsina                                     | 1 de juliol de 2004                       |
| Lleida Esp.       | Emili Vicente                                    | 24 de juliol de 2011                      |
| Mallorca B        | Miquel Soler                                     | 22 de juny de 2011                        |
| Manacor           | Xavi Ferriol                                     | 5 de juliol de 2011                       |
| Olímpic           | Toni Seligrat                                    | 14 de juny de 2010                        |
| Ontinyent         | Roberto Granero                                  | 14 de juny de 2011                        |
| Oriola CF         | Asier Garitano                                   | 7 de juliol de 2011                       |
| Reus Deportiu     | Santi Castillejo                                 | 7 de juliol de 2009                       |
| Sant Andreu       | "Piti" Belmonte                                  | 16 de maig de 2011                        |
| Sp. Maonès        | Lluís Elcacho (dimiteix jda. 13) Mati Borsot     | 3 de juny de 2011 17 de novembre de 2011  |
| Teruel            | Félix Arnáiz                                     | 29 de maig de 2011                        |
| València Mestalla | Vicente Mir (destituït jda. 17) Sergio Ventosa   | 10 de maig de 2010 14 de desembre de 2011 |
| Reial Saragossa B | Juan Eduardo Esnáider                            | 11 de juny de 2011                        |

### Classificació
|          |     | Classificació 2011-2012 | Pts | J  | G  | E  | P  | GF | GC | DG  |                                      |
| -------- | --- | ----------------------- | --- | -- | -- | -- | -- | -- | -- | --- | ------------------------------------ |
| Promoció | 1.  | CE Atlètic Balears      | 72  | 38 | 21 | 9  | 8  | 65 | 39 | +26 | Eliminatòria de campions             |
| Promoció | 2.  | Oriola CF               | 68  | 38 | 18 | 14 | 6  | 50 | 33 | +17 | Promoció d'ascens a Segona A         |
| Promoció | 3.  | Huracà València CF      | 66  | 38 | 18 | 12 | 8  | 48 | 30 | +18 | Promoció d'ascens a Segona A         |
| Promoció | 4.  | CF Badalona             | 65  | 38 | 18 | 11 | 9  | 48 | 26 | +22 | Promoció d'ascens a Segona A         |
|          | 5.  | UE Llagostera           | 65  | 38 | 18 | 10 | 10 | 44 | 28 | +16 |                                      |
|          | 6.  | CE L'Hospitalet         | 62  | 38 | 17 | 11 | 10 | 46 | 34 | +12 |                                      |
|          | 7.  | Club Lleida Esportiu    | 59  | 38 | 16 | 11 | 11 | 50 | 40 | +10 |                                      |
|          | 8.  | CF Reus Deportiu        | 57  | 38 | 15 | 12 | 11 | 43 | 37 | +6  |                                      |
|          | 9.  | CD Olímpic              | 57  | 38 | 15 | 12 | 11 | 41 | 28 | +13 |                                      |
|          | 10. | UE Sant Andreu          | 53  | 38 | 14 | 11 | 13 | 47 | 44 | +3  |                                      |
|          | 11. | CD Teruel               | 52  | 38 | 12 | 16 | 10 | 45 | 43 | +2  |                                      |
|          | 12. | RCD Mallorca B          | 51  | 38 | 14 | 9  | 15 | 49 | 47 | +2  |                                      |
|          | 13. | València CF Mestalla    | 50  | 38 | 13 | 11 | 14 | 52 | 54 | -2  |                                      |
|          | 14. | Ontinyent CF            | 49  | 38 | 13 | 10 | 15 | 39 | 44 | -5  |                                      |
| Descens  | 15. | CD Dénia                | 47  | 38 | 13 | 8  | 17 | 39 | 38 | +1  | Descens a Tercera per impagaments    |
| Promoció | 16. | Real Zaragoza B         | 44  | 38 | 11 | 11 | 16 | 46 | 60 | -14 | Promoció de permanència a Segona B   |
| Descens  | 17. | Andorra CF              | 40  | 38 | 11 | 7  | 20 | 40 | 55 | -15 | Descens a Tercera                    |
| Descens  | 18. | CF Gandia               | 37  | 38 | 8  | 13 | 17 | 34 | 49 | -15 | Descens a Tercera                    |
| Descens  | 19. | CE Manacor              | 24  | 38 | 6  | 6  | 26 | 39 | 74 | -35 | Descens a Tercera                    |
| Descens  | 20. | CF Sporting Maonès      | 16  | 38 | 5  | 4  | 29 | 13 | 75 | -62 | Descens a Tercera. Retirat al febrer |

#### Evolució de la classificació
| Equip / Jornada   | 1  | 2  | 3  | 4  | 5  | 6  | 7  | 8  | 9  | 10 | 11 | 12 | 13 | 14 | 15 | 16 | 17 | 18 | 19 | 20 | 21 | 22 | 23 | 24 | 25 | 26 | 27 | 28 | 29 | 30 | 31 | 32 | 33 | 34 | 35 | 36 | 37 | 38 |
| ----------------- | -- | -- | -- | -- | -- | -- | -- | -- | -- | -- | -- | -- | -- | -- | -- | -- | -- | -- | -- | -- | -- | -- | -- | -- | -- | -- | -- | -- | -- | -- | -- | -- | -- | -- | -- | -- | -- | -- |
| Atl. Balears      | 5  | 2  | 3  | 3  | 5  | 2  | 2  | 1  | 1  | 1  | 1  | 1  | 1  | 1  | 1  | 1  | 1  |    |    |    |    |    |    |    |    |    |    |    |    |    |    |    |    |    |    |    |    |    |
| L'Hospitalet      | 11 | 16 | 11 | 15 | 11 | 14 | 9  | 8  | 7  | 2  | 2  | 2  | 2  | 2  | 2  | 2  |    |    |    |    |    |    |    |    |    |    |    |    |    |    |    |    |    |    |    |    |    |    |
| Oriola CF         | 1  | 1  | 1  | 2  | 3  | 5  | 6  | 6  | 2  | 3  | 3  | 3  | 3  | 3  | 3  | 3  |    |    |    |    |    |    |    |    |    |    |    |    |    |    |    |    |    |    |    |    |    |    |
| Reus Dep.         | 3  | 3  | 2  | 1  | 1  | 1  | 1  | 2  | 3  | 4  | 4  | 7  | 4  | 4  | 5  | 4  |    |    |    |    |    |    |    |    |    |    |    |    |    |    |    |    |    |    |    |    |    |    |
| Huracà València   | 8  | 5  | 5  | 5  | 2  | 3  | 3  | 4  | 6  | 8  | 10 | 9  | 5  | 8  | 6  | 5  |    |    |    |    |    |    |    |    |    |    |    |    |    |    |    |    |    |    |    |    |    |    |
| Mallorca B        | 10 | 12 | 15 | 11 | 6  | 8  | 8  | 7  | 4  | 6  | 9  | 10 | 7  | 5  | 8  | 6  |    |    |    |    |    |    |    |    |    |    |    |    |    |    |    |    |    |    |    |    |    |    |
| Olímpic           | 13 | 13 | 6  | 10 | 13 | 10 | 7  | 5  | 8  | 5  | 8  | 4  | 8  | 6  | 4  | 7  |    |    |    |    |    |    |    |    |    |    |    |    |    |    |    |    |    |    |    |    |    |    |
| Ontinyent         | 3  | 9  | 8  | 7  | 10 | 7  | 4  | 3  | 5  | 9  | 5  | 5  | 6  | 9  | 7  | 8  |    |    |    |    |    |    |    |    |    |    |    |    |    |    |    |    |    |    |    |    |    |    |
| Badalona          | 13 | 8  | 7  | 6  | 7  | 4  | 5  | 9  | 10 | 10 | 7  | 6  | 9  | 10 | 9  | 9  |    |    |    |    |    |    |    |    |    |    |    |    |    |    |    |    |    |    |    |    |    |    |
| Sant Andreu       | 15 | 19 | 18 | 16 | 14 | 15 | 16 | 11 | 9  | 7  | 6  | 8  | 10 | 7  | 10 | 10 |    |    |    |    |    |    |    |    |    |    |    |    |    |    |    |    |    |    |    |    |    |    |
| Teruel            | 8  | 6  | 12 | 12 | 17 | 12 | 14 | 10 | 14 | 12 | 12 | 12 | 13 | 12 | 11 | 11 |    |    |    |    |    |    |    |    |    |    |    |    |    |    |    |    |    |    |    |    |    |    |
| Lleida Esp.       | 16 | 14 | 10 | 8  | 4  | 6  | 10 | 12 | 13 | 11 | 11 | 11 | 11 | 11 | 11 | 12 |    |    |    |    |    |    |    |    |    |    |    |    |    |    |    |    |    |    |    |    |    |    |
| Dénia             | 1  | 7  | 13 | 13 | 18 | 16 | 18 | 15 | 12 | 14 | 15 | 13 | 14 | 13 | 13 | 13 |    |    |    |    |    |    |    |    |    |    |    |    |    |    |    |    |    |    |    |    |    |    |
| Gandia            | 6  | 4  | 4  | 4  | 8  | 11 | 13 | 13 | 15 | 17 | 17 | 18 | 15 | 16 | 17 | 14 |    |    |    |    |    |    |    |    |    |    |    |    |    |    |    |    |    |    |    |    |    |    |
| Llagostera        | 16 | 20 | 20 | 20 | 20 | 20 | 20 | 20 | 20 | 20 | 19 | 20 | 20 | 15 | 14 | 15 |    |    |    |    |    |    |    |    |    |    |    |    |    |    |    |    |    |    |    |    |    |    |
| Val. Mestalla     | 19 | 17 | 17 | 17 | 15 | 17 | 19 | 19 | 17 | 16 | 14 | 16 | 12 | 14 | 15 | 16 |    |    |    |    |    |    |    |    |    |    |    |    |    |    |    |    |    |    |    |    |    |    |
| Andorra           | 7  | 10 | 9  | 14 | 9  | 13 | 15 | 17 | 18 | 18 | 20 | 19 | 17 | 17 | 16 | 17 |    |    |    |    |    |    |    |    |    |    |    |    |    |    |    |    |    |    |    |    |    |    |
| Manacor           | 18 | 15 | 16 | 18 | 16 | 18 | 12 | 16 | 16 | 15 | 16 | 17 | 19 | 20 | 20 | 18 |    |    |    |    |    |    |    |    |    |    |    |    |    |    |    |    |    |    |    |    |    |    |
| Sp. Maonès        | 12 | 11 | 14 | 9  | 12 | 9  | 11 | 14 | 11 | 13 | 13 | 14 | 18 | 19 | 18 | 19 |    |    |    |    |    |    |    |    |    |    |    |    |    |    |    |    |    |    |    |    |    |    |
| Reial Saragossa B | 19 | 18 | 19 | 19 | 19 | 19 | 17 | 18 | 19 | 19 | 18 | 15 | 16 | 18 | 19 | 20 |    |    |    |    |    |    |    |    |    |    |    |    |    |    |    |    |    |    |    |    |    |    |

### Estadístiques

#### Classificació de golejadors
Actualitzada el 4 de desembre de 2011
|       | Gols | Penals | Golejador      | Equip                |
| ----- | ---- | ------ | -------------- | -------------------- |
| Líder | 11   | 0      | Perera         | CE Atlètic Balears   |
|       | 10   | 1      | Marcos Jiménez | UE Sant Andreu       |
|       | 10   | 2      | Paco Alcácer   | València CF Mestalla |
|       | 9    | 0      | Morales        | Andorra CF           |
|       | 8    | 0      | Chumbi         | CF Reus Deportiu     |
|       | 8    | 0      | Nico           | CE Manacor           |
|       | 7    | 0      | Abdón          | RCD Mallorca B       |
|       | 7    | 2      | Alberto Manga  | CF Badalona          |
|       | 6    | 0      | Javi Gómez     | Ontinyent CF         |
|       | 6    | 2      | David Prats    | CE L'Hospitalet      |
|       | 5    | 0      | César Díaz     | CE Olímpic           |
|       | 5    | 0      | Dani Gómez     | Oriola CF            |
|       | 5    | 0      | Fonsi          | Andorra CF           |
|       | 5    | 0      | Kikín          | Ontinyent CF         |
|       | 5    | 0      | Trujillo       | CF Reus Deportiu     |
|       | 5    | 1      | Cases          | Oriola CF            |
|       | 5    | 2      | Óscar Rico     | Oriola CF            |
|       | 4    | 0      | Barbón         | CE Manacor           |
|       | 4    | 0      | Biel Gili      | CE Manacor           |
|       | 4    | 0      | Carlitos       | Ontinyent CF         |
|       | 4    | 0      | Da Silva       | CE Olímpic           |
|       | 4    | 0      | Nierga         | Real Zaragoza B      |
|       | 4    | 0      | Pitu           | CE L'Hospitalet      |
|       | 4    | 0      | Sergio Postigo | Huracà València CF   |
|       | 4    | 1      | Antoñito       | CE Atlètic Balears   |

|  | Gols | Penals | Golejador        | Equip              |
|  | ---- | ------ | ---------------- | ------------------ |
|  | 4    | 1      | Omar             | CF Badalona        |
|  | 4    | 1      | Pugui            | CF Badalona        |
|  | 4    | 2      | Rafa Belda       | CF Gandia          |
|  | 4    | 3      | Verdú            | Lleida Esportiu    |
|  | 3    | 0      | Álvaro           | RCD Mallorca B     |
|  | 3    | 0      | Amarilla         | Huracà València CF |
|  | 3    | 0      | Asier Eizaguirre | Lleida Esportiu    |
|  | 3    | 0      | Ballesteros      | Lleida Esportiu    |
|  | 3    | 0      | David Giménez    | Lleida Esportiu    |
|  | 3    | 0      | Dídac            | RCD Mallorca B     |
|  | 3    | 0      | Genís            | CF Sporting Maonès |
|  | 3    | 0      | Jesús Imaz       | Lleida Esportiu    |
|  | 3    | 0      | Marc Pedraza     | CE L'Hospitalet    |
|  | 3    | 0      | Monforte         | CD Teruel          |
|  | 3    | 0      | Morgado          | Huracà València CF |
|  | 3    | 0      | Nacho Flores     | RCD Mallorca B     |
|  | 3    | 0      | Nando Ramón      | CE Olímpic         |
|  | 3    | 0      | Pau Franch       | CE Dénia           |
|  | 3    | 0      | Rubén Carreras   | CE Olímpic         |
|  | 3    | 0      | Sergio Alcolea   | CE Olímpic         |
|  | 3    | 0      | Teo              | Oriola CF          |
|  | 3    | 1      | Álex Vaquero     | CE Olímpic         |
|  | 3    | 1      | Joshua           | Real Zaragoza B    |
|  | 3    | 1      | Ortí             | Real Zaragoza B    |
|  | 3    | 1      | Rubén            | CE Dénia           |

#### Líders en solitari
- Jornades 4-7: Reus Deportiu
- Jornades 8-17: Atlètic Balears

#### Rècords
Actualitzats el 4 de desembre de 2011
- Major nombre de victòries: Atlètic Balears (11)
- Menor nombre de derrotes: Atlètic Balears (1)
- Millor atac: Atlètic Balears (28 gols marcats)
- Millor defensa: Badalona (10 gols encaixats)
- Millor diferència de gols: Atlètic Balears (+17)
- Major nombre d'empats: Huracà València (6)
- Menor nombre d'empats: Andorra (1)
- Menor nombre de victòries: Reial Saragossa B (3)
- Major nombre de derrotes: Andorra, Manacor, Sporting Maonès (10)
- Pitjor atac: Sporting Maonès (11 gols marcats)
- Pitjor defensa: Reial Saragossa B, València Mestalla (31 gols encaixats)
- Pitjor diferència de gols: Sporting Maonès (-18)
- Partit amb major diferència de gols: Oriola CF 4-0 Sporting Maonès, Sporting Maonès 0-4 Badalona, Reial Saragossa B 1-5 Atlètic Balears (4)
- Partit amb més gols: Gandia 4-6 Reial Saragossa B (10)
- Jornada amb més gols: 13a (35)
- Jornada amb menys gols: 3a, 4a i 6a (19)
- Total gols marcats: 391 (2,44 gols/partit)

### Calendari i resultats
El sorteig del calendari es va realitzar el 19 de juliol de 2011 a la seu de la Reial Federació Espanyola de Futbol, a Las Rozas (Madrid).
| Jornada 1  |                                 | Jornada 20 |
| 21/08/2011 |                                 | 15/01/2012 |
| 3-0        | Orihuela - València Mestalla    | 0-1        |
| 0-1        | Sant Andreu - Andorra           | 1-2        |
| 2-1        | Gandia - Sporting Maonès        | 0-0        |
| 1-3        | Llagostera - Ontinyent          | 0-2        |
| 0-2        | Manacor - Atlètic Balears       | 3-2        |
| 1-0        | Huracán - Olímpic de Xàtiva     | 0-0        |
| 1-1        | L'Hospitalet - Mallorca B       | 3-1        |
| 1-0        | Teruel - Badalona               | 2-2        |
| 3-0        | Dénia - Zaragoza B              | 1-1        |
| 1-3        | Lleida Esportiu - Reus Deportiu | 0-0        |

| Jornada 4  |                                     | Jornada 23 |
| 11/09/2011 |                                     | 05/02/2012 |
| 2-3        | Andorra - Lleida Esportiu           | 0-0        |
| 1-0        | Sporting Maonès - València Mestalla | 3-0*       |
| 2-0        | Ontinyent - Orihuela                | 0-0        |
| 0-0        | Atlètic Balears - Sant Andreu       | 2-1        |
| 1-1        | Olímpic de Xàtiva - Gandia          | 2-1        |
| 2-0        | Mallorca B - Llagostera             | 4-2        |
| 2-0        | Badalona - Manacor                  | 0-3        |
| 0-0        | Zaragoza B - Huracán                | 1-1        |
| 1-0        | Reus Deportiu - L'Hospitalet        | 1-0        |
| 2-2        | Dénia - Teruel                      | 0-0        |

| Jornada 7  |                                       | Jornada 26 |
| 02/10/2011 |                                       | 26/02/2012 |
| 1-2        | Sporting Maonès - Ontinyent           | 2-0*       |
| 1-2        | Andorra - Atlètic Balears             | 1-1        |
| 0-3        | València Mestalla - Olímpic de Xàtiva | 0-0        |
| 0-0        | Orihuela - Mallorca B                 | 1-1        |
| 1-1        | Sant Andreu - Badalona                | 1-1        |
| 4-6        | Gandia - Zaragoza B                   | 0-2        |
| 2-2        | Llagostera - Reus Deportiu            | 0-1        |
| 2-0        | Manacor - Dénia                       | 2-1        |
| 2-0        | Huracán - Teruel                      | 1-0        |
| 1-4        | Lleida Esportiu - L'Hospitalet        | 0-0        |

| Jornada 10 |                                   | Jornada 29 |
| 23/10/2011 |                                   | 18/03/2012 |
| 0-1        | Atlètic Balears - Lleida Esportiu | 0-0        |
| 3-0        | Olímpic de Xàtiva - Ontinyent     | 0-0        |
| 0-0        | Mallorca B - Sporting Maonès      | 0-2*       |
| 3-0        | Badalona - Andorra                | 0-1        |
| 2-3        | Zaragoza B - València Mestalla    | 1-1        |
| 1-1        | Reus Deportiu - Orihuela          | 1-1        |
| 1-2        | Dénia - Sant Andreu               | 1-0        |
| 2-1        | Teruel - Gandia                   | 2-2        |
| 1-0        | L'Hospitalet - Llagostera         | 0-0        |
| 0-2        | Huracán - Manacor                 | 1-2        |

| Jornada 13 |                                 | Jornada 32 |
| 13/11/2011 |                                 | 01/04/2012 |
| 0-3        | Olímpic de Xàtiva - Mallorca B  | 0-1        |
| 3-2        | Atlètic Balears - Badalona      | 0-0        |
| 2-2        | Ontinyent - Zaragoza B          | 4-0        |
| 0-1        | Sporting Maonès - Reus Deportiu | 2-0*       |
| 2-0        | Andorra - Dénia                 | 0-1        |
| 3-2        | València Mestalla - Teruel      | 1-1        |
| 1-2        | Orihuela - L'Hospitalet         | 1-1        |
| 2-5        | Sant Andreu - Huracán           | 1-0        |
| 4-1        | Gandia - Manacor                | 0-2        |
| 0-0        | Lleida Esportiu - Llagostera    | 3-1        |

| Jornada 16 |                                   | Jornada 35 |
| 04/12/2011 |                                   | 22/04/2012 |
| 0-0        | Badalona - Lleida Esportiu        | 1-3        |
| 1-4        | Zaragoza B - Mallorca B           | 0-1        |
| 1-0        | Reus Deportiu - Olímpic de Xàtiva | 0-0        |
| 0-0        | Dénia - Atlètic Balears           | 3-0        |
| 4-0        | Teruel - Ontinyent                | 1-0        |
| 2-0        | L'Hospitalet - Sporting Maonès    | 0-2*       |
| 3-0        | Huracán - Andorra                 | 0-1        |
| 3-0        | Manacor - València Mestalla       | 2-0        |
| 1-3        | Llagostera - Orihuela             | 0-0        |
| 1-0        | Gandia - Sant Andreu              | 1-1        |

| Jornada 19 |                                  | Jornada 38 |
| 08/01/2012 |                                  | 13/05/2012 |
| 0-0        | Zaragoza B - Reus Deportiu       | 2-3        |
| 1-0        | Badalona - Dénia                 | 0-2        |
| 1-2        | Mallorca B - Teruel              | 5-1        |
| 0-2        | Olímpic de Xàtiva - L'Hospitalet | 1-1        |
| 1-2        | Atlètic Balears - Huracán        | 1-0        |
| 3-0        | Ontinyent - Manacor              | 1-5        |
| 0-3        | Sporting Maonès - Llagostera     | 2-0*       |
| 1-1        | Andorra - Gandia                 | 1-2        |
| 3-0        | València Mestalla - Sant Andreu  | 2-4        |
| 0-0        | Orihuela - Lleida Esportiu       | 1-2        |

| Jornada 2  |                                     | Jornada 21 |
| 28/08/2011 |                                     | 22/01/2012 |
| 3-3        | València Mestalla - Lleida Esportiu | 1-0        |
| 1-2        | Andorra - Orihuela                  | 2-2        |
| 1-0        | Sporting Maonès - Sant Andreu       | 6-0        |
| 0-2        | Ontinyent - Gandia                  | 0-0        |
| 2-0        | Atlètic Balears - Llagostera        | 1-2        |
| 1-1        | Olímpic de Xàtiva - Manacor         | 1-1        |
| 0-1        | Mallorca B - Huracán                | 1-2        |
| 2-0        | Badalona - L'Hospitalet             | 0-1        |
| 0-0        | Zaragoza B - Teruel                 | 1-1        |
| 1-0        | Reus Deportiu - Dénia               | 3-1        |

| Jornada 5  |                                 | Jornada 24 |
| 18/09/2011 |                                 | 12/02/2012 |
| 3-1        | Andorra - Sporting Maonès       | 0-2*       |
| 3-1        | València Mestalla - Ontinyent   | 1-2        |
| 1-1        | Orihuela - Atlètic Balears      | 2-1        |
| 2-1        | Sant Andreu - Olímpic de Xàtiva | 0-0        |
| 0-2        | Gandia - Mallorca B             | 1-0        |
| 0-0        | Llagostera - Badalona           | 0-1        |
| 3-1        | Manacor - Zaragoza B            | 1-0        |
| 2-1        | Huracán - Reus Deportiu         | 1-3        |
| 1-0        | L'Hospitalet - Dénia            | 1-0        |
| 2-0        | Lleida Esportiu - Teruel        | 2-1        |

| Jornada 8  |                                   | Jornada 27 |
| 09/10/2011 |                                   | 04/03/2012 |
| 3-0        | Ontinyent - Lleida Esportiu       | 2-0        |
| 3-0        | Atlètic Balears - Sporting Maonès | 0-2*       |
| 3-0        | Olímpic Xàtiva - Andorra          | 0-0        |
| 4-3        | Mallorca B - València Mestalla    | 1-1        |
| 1-2        | Badalona - Orihuela               | 0-0        |
| 0-1        | Zaragoza B - Sant Andreu          | 1-1        |
| 0-0        | Reus Deportiu - Gandia            | 0-1        |
| 2-0        | Dénia - Llagostera                | 1-0        |
| 2-1        | Teruel - Manacor                  | 2-2        |
| 1-0        | L'Hospitalet - Huracán            | 3-1        |

| Jornada 11 |                                     | Jornada 30 |
| 30/10/2011 |                                     | 21/03/2012 |
| 1-0        | Atlètic Balears - Olímpic de Xàtiva | 3-0        |
| 2-0        | Ontinyent - Mallorca B              | 0-0        |
| 0-4        | Sporting Maonès - Badalona          | 2-0*       |
| 1-2        | Andorra - Zaragoza B                | 1-0        |
| 2-2        | València Mestalla - Reus Deportiu   | 2-1        |
| 1-0        | Orihuela - Dénia                    | 3-0        |
| 1-0        | Sant Andreu - Teruel                | 2-1        |
| 0-1        | Gandia - L'Hospitalet               | 2-0        |
| 1-1        | Llagostera - Huracán                | 0-0        |
| 3-0        | Lleida Esportiu - Manacor           | 1-2        |

| Jornada 14 |                                  | Jornada 33 |
| 20/11/2011 |                                  | 08/04/2012 |
| 2-1        | Mallorca B - Lleida Esportiu     | 1-0        |
| 1-2        | Badalona - Olímpic de Xàtiva     | 2-1        |
| 1-5        | Zaragoza B - Atlètic Balears     | 3-4        |
| 1-0        | Reus Deportiu - Ontinyent        | 1-1        |
| 4-1        | Dénia - Sporting Maonès          | 0-2*       |
| 2-1        | Teruel - Andorra                 | 1-1        |
| 1-1        | L'Hospitalet - València Mestalla | 1-1        |
| 0-1        | Huracán - Orihuela               | 4-1        |
| 1-3        | Manacor - Sant Andreu            | 3-2        |
| 3-0        | Llagostera - Gandia              | 2-1        |

| Jornada 17 |                                | Jornada 36 |
| 11/12/2011 |                                | 29/04/2012 |
| 2-1        | Badalona - Zaragoza B          | 1-3        |
| 0-0        | Mallorca B - Reus Deportiu     | 3-1        |
| 2-0        | Olímpic de Xàtiva - Dénia      | 1-0        |
| 3-0        | Atlètic Balears - Teruel       | 1-2        |
| 1-0        | Ontinyent - L'Hospitalet       | 2-0        |
| 1-0        | Sporting Maonès - Huracán      | 2-0*       |
| 1-2        | Andorra - Manacor              | 1-3        |
| 0-2        | València Mestalla - Llagostera | 4-2        |
| 1-0        | Orihuela - Gandia              | 0-0        |
| 1-1        | Lleida Esportiu - Sant Andreu  | 3-1        |

| Jornada 3  |                                | Jornada 22 |
| 04/09/2011 |                                | 29/01/2012 |
| 0-0        | València Mestalla - Andorra    | 0-1        |
| 4-0        | Orihuela - Sporting Maonès     | 0-3        |
| 1-1        | Sant Andreu - Ontinyent        | 1-0        |
| 0-0        | Gandia - Atlètic Balears       | 3-1        |
| 0-2        | Llagostera - Olímpic de Xàtiva | 1-0        |
| 1-1        | Manacor - Mallorca B           | 4-2        |
| 0-0        | Huracán - Badalona             | 1-1        |
| 1-0        | L'Hospitalet - Zaragoza B      | 1-1        |
| 0-3        | Teruel - Reus Deportiu         | 1-1        |
| 3-2        | Lleida Esportiu - Dénia        | 0-1        |

| Jornada 6  |                                     | Jornada 25 |
| 25/09/2011 |                                     | 19/02/2012 |
| 1-0        | Sporting Maonès - Lleida Esportiu   | 2-0*       |
| 2-1        | Ontinyent - Andorra                 | 1-0        |
| 3-2        | Atlètic Balears - València Mestalla | 3-1        |
| 2-1        | Olímpic de Xàtiva - Orihuela        | 0-3        |
| 1-1        | Mallorca B - Sant Andreu            | 1-0        |
| 1-0        | Badalona - Gandia                   | 1-1        |
| 0-0        | Zaragoza B - Llagostera             | 1-0        |
| 1-0        | Reus Deportiu - Manacor             | 0-0        |
| 1-1        | Dénia - Huracán                     | 1-1        |
| 1-0        | Teruel - L'Hospitalet               | 1-1        |

| Jornada 9  |                                     | Jornada 28 |
| 16/10/2012 |                                     | 11/03/2012 |
| 2-3        | Ontinyent - Atlètic Balears         | 3-0        |
| 2-1        | Sporting Maonès - Olímpic de Xàtiva | 2-0        |
| 1-3        | Andorra - Mallorca B                | 4-0        |
| 1-0        | València Mestalla - Badalona        | 2-3        |
| 1-0        | Orihuela - Zaragoza B               | 1-2        |
| 2-1        | Sant Andreu - Reus Deportiu         | 2-1        |
| 0-1        | Gandia - Dénia                      | 3-2        |
| 2-0        | Llagostera - Teruel                 | 0-0        |
| 1-2        | Manacor - L'Hospitalet              | 2-0        |
| 1-1        | Lleida Esportiu - Huracán           | 0-2        |

| Jornada 12 |                                     | Jornada 31 |
| 06/11/2011 |                                     | 25/03/2012 |
| 1-0        | Olímpic de Xàtiva - Lleida Esportiu | 3-0        |
| 1-2        | Mallorca B - Atlètic Balears        | 3-1        |
| 0-0        | Badalona - Ontinyent                | 0-1        |
| 2-1        | Zaragoza B - Sporting Maonès        | 0-2        |
| 2-4        | Reus Deportiu - Andorra             | 3-2        |
| 1-0        | Dénia - València Mestalla           | 0-0        |
| 1-1        | Teruel - Orihuela                   | 1-0        |
| 3-2        | L'Hospitalet - Sant Andreu          | 2-1        |
| 1-1        | Huracán - Gandia                    | 0-3        |
| 0-1        | Manacor - Llagostera                | 3-0        |

| Jornada 15 |                                 | Jornada 34 |
| 27/11/2011 |                                 | 15/04/2012 |
| 0-1        | Mallorca B - Badalona           | 1-0        |
| 2-0        | Olímpic de Xàtiva - Zaragoza B  | 2-1        |
| 1-0        | Atlètic Balears - Reus Deportiu | 1-0        |
| 2-0        | Ontinyent - Dénia               | 1-1        |
| 1-1        | Sporting Maonès - Teruel        | 2-0*       |
| 1-0        | Andorra - L'Hospitalet          | 3-2        |
| 1-2        | València Mestalla - Huracán     | 3-0        |
| 4-3        | Orihuela - Manacor              | 1-2        |
| 0-1        | Sant Andreu - Llagostera        | 0-0        |
| 1-1        | Lleida Esportiu - Gandia        | 0-3        |

| Jornada 18 |                                | Jornada 37 |
| 18/12/2011 |                                | 06/05/2012 |
| 4-0        | Lleida Esportiu - Zaragoza B   | 2-3        |
| 2-1        | Reus Deportiu - Badalona       | 1-0        |
| 4-0        | Dénia - Mallorca B             | 1-0        |
| 0-0        | Teruel - Olímpic de Xàtiva     | 1-1        |
| 2-2        | L'Hospitalet - Atlètic Balears | 2-2        |
| 1-1        | Huracán - Ontinyent            | 0-1        |
| 1-1        | Manacor - Sporting Maonès      | 0-2*       |
| 2-0        | Llagostera - Andorra           | 0-1        |
| 0-0        | Gandia - València Mestalla     | 2-0        |
| 0-0        | Sant Andreu - Orihuela         | 2-1        |

## Altres grups

### Grup 1
| Comunitat         | Nombre | Equips |
| ----------------- | ------ | --- |
| Madrid            | 7      | RSD Alcalá, Atlético de Madrid B, Getafe CF B, CD Leganés, Rayo Vallecano B, Reial Madrid Castella CF, UD San Sebastián de los Reyes |
| Castella-La Manxa | 4      | Albacete Balompié, UB Conquense, La Roda CF, CD Toledo                                                                               |
| Galícia           | 4      | RC Celta B, Coruxo FC, CD Lugo, Montañeros CF                                                                                        |
| Astúries          | 3      | Club Marino, Reial Oviedo, Sporting B                                                                                                |
| Canàries          | 2      | CD Tenerife, UD Vecindario |

### Grup 2
| Comunitat       | Nombre | Equips |
| --------------- | ------ | --- |
| Castella i Lleó | 9      | Arandina CF, Burgos CF, CD Guijuelo, CD Mirandés, CF Palencia, SD Ponferradina, UD Salamanca, Gimnástica Segoviana CF, Zamora CF |
| País Basc       | 8      | SD Amorebieta, Deportivo Alavés, Bilbao Athletic, SD Eibar, SD Lemona, Reial Societat B, Real Unión Club, Sestao RC              |
| Cantàbria       | 1      | RS Gimnástica |
| Navarra         | 1      | CA Osasuna B |
| La Rioja        | 1      | UD Logroñés |

### Grup 4
| Comunitat         | Nombre | Equips |
| ----------------- | ------ | --- |
| Andalusia         | 11     | UD Almería B, Real Betis B, Cadis CF, Écija Balompié, CP Ejido, Real Jaén CF, RB Linense, Lucena CF, CD Roquetas, CD San Roque, Sevilla FC Atlético |
| Extremadura       | 4      | CD Badajoz, CP Cacereño, CF Villanovense, Sp. Villanueva Pr.                                                                                        |
| Múrcia            | 2      | CF La Unión, Lorca Atlético CF |
| Castella-La Manxa | 1      | CD Puertollano |
| Ceuta             | 1      | AD Ceuta |
| Melilla           | 1      | UD Melilla |